# Tihany, Veszprém
Tihany  este un sat în districtul Balatonfüred, județul Veszprém, Ungaria, având o populație de 1.425 de locuitori (2011). 

## Demografie
Componența etnică a satului Tihany
     Maghiari (95,78%)
     Germani (2,98%)
     Necunoscut (0,91%)
     Români (0,33%)
     Alții (0,91%)
Componența confesională a satului Tihany
     Romano-catolici (58,53%)
     Reformați (8,42%)
     Fără religie (4,49%)
     Necunoscută (26,32%)
     Alte religii (2,88%)
Conform recensământului din 2011, satul Tihany avea 1.425 de locuitori. Din punct de vedere etnic, majoritatea locuitorilor (95,78%) erau maghiari, cu o minoritate de germani (2,98%). Apartenența etnică nu este cunoscută în cazul a 0,91% din locuitori.  Din punct de vedere confesional, majoritatea locuitorilor (58,53%) erau romano-catolici, existând și minorități de reformați (8,42%) și persoane fără religie (4,49%). Pentru 26,32% din locuitori nu este cunoscută apartenența confesională.

## Monumente istorice
- Abația Tihany